# 마르티니크의 기
마르티니크의 기는 2023년 2월 3일에 마르티니크 지방의회를 통해 제정되었다. 위쪽에는 초록색 가로 줄무늬, 아래쪽에는 검은색 가로 줄무늬가 그려져 있으며 깃대 쪽에는 빨간색 삼각형이 그려져 있다. 이전에는 프랑스의 국기를 공식적인 기로 사용했다.
1968년에 마르티니크의 분리 독립을 주장하는 정치 조직인 마르티니크 국민자유전선에서 처음 사용된 이래 마르티니크 민족주의를 상징하는 기로 여겨졌다. 빨간색, 초록색, 검은색은 범아프리카색인데 빨간색 삼각형은 자유를 위해 흘린 피를, 검은색 줄무늬는 고귀한 아프리카계를, 초록색 줄무늬는 대지의 초목을 의미한다.

## 2022년 기 공모전
2023년 이전까지 마르티니크에는 공식적인 기가 없었다. 2018년 마르티니크 지방의회가 마르티니크의 독자적인 기와 찬가를 만들기 위한 공모전을 열었지만 2021년 11월에 마르티니크 지방행정법원이 마르티니크의 기와 찬가의 선정 방식이 의회의 책임 범위 내에 포함되지 않는다고 판단하여 무효화되었다. 2022년에 공식적인 기와 찬가를 제정하기 위한 투표가 시작되었다. 그러나 선택지를 2가지로 좁힌 1단계 투표율은 매우 낮았으며 약 300,000명의 투표자 가운데 기에는 19,084명, 찬가에는 9,294명이 투표했다. 2023년 1월 16일에 발표된 당선작은 벌새 디자인을 띤 기, 《안사늠》(Ansanm, 마르티니크 크리올로 "함께"라는 뜻)이라는 제목을 가진 찬가였는데 각각 72.84%와 53.76%의 득표율을 기록했다. 2차 투표에서 투표율은 상대적으로 낮았는데 기에는 26,633명, 찬가에는 10,289명이 투표했다. 그러던 중에 투표에 사용된 그림에 등장하는 벌새 디자인이 셔터스톡 웹사이트에 게재된 사진과 모양이 같은 것으로 확인되었다.
디자이너 아나이스 델월은 처음에 셔터스톡에 올라온 이미지를 일반적인 자신의 디자인에 사용하는 것을 옹호했지만 1월 23일에 자신의 디자인이 그 과정에서 철회되기를 원한다고 발표했다. 마르티니크 지방의회 의장은 델월의 제안을 받아들였고 결과적으로 2월 2일부터 2월 3일 사이에 다른 안건이 의회에 제출될 것이라고 설명했다. 2월 2일에 최종적으로 2위를 차지한 디자인이 채택되었으며 찬성 44표, 기권 1표로 결정되었다.

## 레지옹기
2016년 8월 1일에는 마르티니크 정부가 마르티니크에 거주하는 주민들을 하는 레지옹 로고 공모전을 시작했다. 총 647점이 응모되었으며 22세 그래픽 디자이너인 스테비 데스본의 디자인이 채택되었다. 레지옹의 로고는 벌새의 날개가 마르티니크 지도를 형성하는 디자인을 특징으로 한다. 황토색은 지역의 토양을, 파란색은 바다를 나타낸다. 2016년 말에는 하얀색 바탕에 새로운 로고로 구성된 지방 정부기가 제작되었다.

## 스포츠기
2019년 5월 10일에는 마르티니크 지방의회가 마르티니크가 국제적인 스포츠 행사, 문화 관련 단체에서 사용하는 기인 '입세이트'(Ipséité, 프랑스어로 "자아"라는 뜻)와 찬가 《로리종》(Lorizon)을 제정했다. 프랑스어로 "자아"라는 뜻을 가진 '입세이트'(Ipséité)라는 기는 8개의 삼각형으로 나뉘며 가운데에는 소라 문양이 그려진 주위에 아메리카 원주민 별 문양이 그려진 큰 하얀색 동그라미가 있다.
공식 설명에 따르면 짙은 파란색은 마르티니크를 둘러싸고 있는 카리브해와 대서양을, 녹색은 가파른 언덕과 무성한 자연을 상징하기 때문에 마르티니크의 다양성을 나타낸다. 또한 기 가운데에는 람비(Lambi)라고 부르는 파란색 소라가 그려져 있고 34개의 아메리카 원주민 별 문양은 마르티니크를 형성하는 34개 도시, 8개의 삼각형은 마르티니크의 역사에서 사용되는 8개 언어(프랑스어, 크리올어, 영어, 스페인어, 포르투갈어, 이탈리아어, 중국어, 아랍어)를 의미한다. 그러나 2021년 11월 15일에 마르티니크 지방행정법원이 마르티니크 지방의회의 책임 범위 안에서 선정하는 방법을 고려하지 않았다고 판단함에 따라 무효 처리되었다. 하지만 이 기는 마르티니크에서 여전히 문화적인 상징으로 여겨진다.

## 뱀기
마르티니크의 비공식적인 뱀기(프랑스어: Drapeau aux serpents)는 1766년 8월 4일에 공포된 프랑스 왕실의 칙령을 통해 제정되어 프랑스 혁명 이후인 1790년까지 당시 프랑스의 식민지였던 마르티니크와 세인트루시아의 상선기로 사용되었다.
파란색 바탕에 하얀색 십자가 그려져 있으며 4개로 나뉜 작은 공간 안에는 세인트루시아를 의미하는 L자 모양을 한 채로 고개를 든 하얀색 뱀이 그려져 있다. 이 뱀은 살모사속에 속하는 독사이자 마르티니크의 고유종인 마르티니크창머리뱀(Bothrops lanceolatus)인데 페르드랑스(fer-de-lance, "창 끝"이라는 뜻)라고 부르기도 한다.
이 기는 21세기 이전까지 마르티니크에서 사용되던 기가 아닌데도 마르티니크를 상징하는 기로 오인받았으며 마르티니크 현지에서는 판매되지도 않았다. 또한 대서양의 노예 무역, 삼각 무역이 성행하던 시기에 제정된 기여서 논란의 대상이 되었다. 특히 마르티니크 출신의 장필리프 닐로르 프랑스 하원 의원은 나치 독일의 하켄크로이츠(만자문)와 홀로코스트와의 연관성을 비교하면서 해당 기의 사용 중단을 요구했다. 2018년 10월에는 프랑스 국가헌병대가 에마뉘엘 마크롱 프랑스 대통령의 지시에 따라 뱀 문양이 그려진 문장 사용을 중단하기로 결정했다.

## 기 모음

2019년부터 2021년까지 마르티니크가 스포츠 행사에서 사용했던 기
마르티니크의 뱀기
세계 태권도 연맹에서 사용하는 기

## 같이 보기
- 마르티니크의 문장